# Heimyscus fumosus
Heimyscus fumosus är en gnagare som först beskrevs av Brosset, Dubost och Heim de Balsac 1965.  Heimyscus fumosus är ensam i släktet Heimyscus som ingår i familjen råttdjur. IUCN kategoriserar arten globalt som livskraftig. Inga underarter finns listade i Catalogue of Life.
Individerna blir 69 till 73 mm långa (huvud och bål), har en 98 till 117 mm lång svans och väger 13,5 till 15 g. Pälsen har på ovansidan en brun färg med rödaktiga skuggor och buken är vitaktig. Heimyscus fumosus skiljer sig från närbesläktade råttdjur genom avvikande detaljer av bakfötternas och tändernas konstruktion. Till exempel har molarerna större avstånd från varandra och det finns tydligare knölar och rännor på dessa tänder.
Denna gnagare förekommer i Afrika vid Guineabukten. Utbredningsområdet sträcker sig över södra Kamerun, Ekvatorialguinea, norra Gabon, norra Kongo-Brazzaville och västra Kongo-Kinshasa. Arten vistas i låglandet och i kulliga områden mellan 100 och 650 meter över havet. Habitatet utgörs främst av ursprungliga skogar. Dessutom besöks jordbruksmark.
Honor kan para sig hela året men de flesta ungar föds mellan januari och mars. Per kull föds vanligen 2 och ibland upp till 4 ungar. Individerna gräver underjordiska bon eller använder håligheter under trädrötter som gömställe. Boet fodras med löv. Heimyscus fumosus äter insekter, frukter och frön.